# Hami (Iemen)
Hami és una vila del Iemen a la costa d'Hadramaut a uns 25 km al nord-est d'al-Shir (o al-Shihr), a la proximitat del cap Ras Sharma. És famosa per les seves fonts termals sulfuroses en les quals l'aigua surt bullint. Al mig de la vila i a la platja hi ha dos castells (hisn). L'activitat principal és la pesca.
Fou part del sultanat Quati de Shir i Mukalla després sultanat Quaiti d'Hadramaut.